# Pływanie na Letnich Igrzyskach Olimpijskich 2024 – 400 m stylem zmiennym kobiet
400 m stylem zmiennym kobiet – konkurencja pływacka, która odbyła się podczas Letnich Igrzysk Olimpijskich 2024 w Paryżu. Eliminacje i finał zostały rozegrane 29 lipca 2024.

## Terminarz
| Data          | Godzina rozpoczęcia | Runda      |
| ------------- | ------------------- | ---------- |
| 29 lipca 2024 | 11:00               | Eliminacje |
| 29 lipca 2024 | 20:30               | Finał      |

## Rekordy
Rekord świata i rekord olimpijski przed rozpoczęciem zawodów:
| Rekord            | Zawodniczka     | Czas    | Miejsce        | Data            |
| ----------------- | --------------- | ------- | -------------- | --------------- |
| Rekord świata     | Summer McIntosh | 4:24,38 | Toronto        | 16 maja 2024    |
| Rekord olimpijski | Katinka Hosszú  | 4:26,36 | Rio de Janeiro | 6 sierpnia 2016 |

## Wyniki

### Eliminacje
| Miejsce | Wyścig | Tor | Zawodniczka        | Reprezentacja     | Czas    | Uwagi |
| ------- | ------ | --- | ------------------ | ----------------- | ------- | ----- |
| 1.      | 1      | 6   | Emma Weyant        | Stany Zjednoczone | 4:36,27 | Q     |
| 2.      | 1      | 4   | Katie Grimes       | Stany Zjednoczone | 4:37,24 | Q     |
| 3.      | 2      | 4   | Summer McIntosh    | Kanada            | 4:37,35 | Q     |
| 4.      | 1      | 5   | Freya Colbert      | Wielka Brytania   | 4:37,62 | Q     |
| 5.      | 2      | 6   | Mio Narita         | Japonia           | 4:37,84 | Q     |
| 6.      | 2      | 7   | Ella Ramsay        | Australia         | 4:39,04 | Q     |
| 7.      | 2      | 1   | Ellen Walshe       | Irlandia          | 4:39,97 | Q     |
| 8.      | 1      | 7   | Katie Shanahan     | Wielka Brytania   | 4:40,40 | Q     |
| 9.      | 2      | 5   | Jenna Forrester    | Australia         | 4:40,55 |       |
| 10.     | 2      | 3   | Anastasia Gorbenko | Izrael            | 4:41,64 |       |
| 11.     | 1      | 1   | Ella Jansen        | Kanada            | 4:42,06 |       |
| 12.     | 2      | 8   | Emma Carrasco      | Hiszpania         | 4:43,13 |       |
| 13.     | 2      | 2   | Ageha Tanigawa     | Japonia           | 4:43,18 |       |
| 14.     | 1      | 3   | Vivien Jackl       | Węgry             | 4:44,47 |       |
| 15.     | 1      | 2   | Sara Franceschi    | Włochy            | 4:48,89 |       |
| 16.     | 1      | 8   | Anja Crevar        | Serbia            | 4:49,16 |       |

### Finał
| Miejsce | Tor | Zawodniczka     | Reprezentacja     | Czas    | Uwagi |
| ------- | --- | --------------- | ----------------- | ------- | ----- |
| 1 !     | 3   | Summer McIntosh | Kanada            | 4:27,71 |       |
| 2 !     | 5   | Katie Grimes    | Stany Zjednoczone | 4:33,40 |       |
| 3 !     | 4   | Emma Weyant     | Stany Zjednoczone | 4:34,93 |       |
| 4.      | 6   | Freya Colbert   | Wielka Brytania   | 4:35,67 |       |
| 5.      | 7   | Ella Ramsay     | Australia         | 4:38,01 |       |
| 6.      | 2   | Mio Narita      | Japonia           | 4:38,83 |       |
| 7.      | 8   | Katie Shanahan  | Wielka Brytania   | 4:40,17 |       |
| 8.      | 1   | Ellen Walshe    | Irlandia          | 4:40,70 |       |